# Яр Баришів (річка)
Яр Баришів — річка в Україні, у Ружинському районі Житомирської області, права притока Мурованки (басейн Дніпра).

## Опис
Довжина річки 12 км, похил річки — 3,2 м/км. Формується з багатьох безіменних струмків та водойм. Площа басейну 55,4 км².

## Розташування
Бере початок на північно-західній стороні від села Вишневе. Тече переважно на південний схід і в селі Бистрик впадає в річку Мурованку, ліву притоку Роставиці.